# Estoi
Estoi est une ancienne paroisse civile portugaise (en portugais : freguesia) de la municipalité de Faro en Algarve.
La loi no 11-A/2013 du 28 janvier 2013, portant réorganisation administrative du territoire des freguesias, fusionne Estoi avec la paroisse voisine de Conceição pour former l'União das freguesias de Conceição e Estoi dont le siège est à Conceição.